# Togliatti Challenger 2001
Il Togliatti Challenger 2001 è stato un torneo di tennis facente parte della categoria ATP Challenger Series nell'ambito dell'ATP Challenger Series 2001. Il torneo si è giocato a Togliatti in Russia dal 6 al 12 agosto 2001 su campi in cemento.

## Vincitori

### Singolare
Alexander Peya ha battuto in finale  Karol Beck con il punteggio di 6–2, 6–2

### Doppio
Karol Beck /  Igor Zelenay hanno battuto in finale  Abdul-Hamid Makhkamov /  Dmitrij Tomaševič con il punteggio di 7–5, 4–6, 6–3